# Einar Zangenberg
Einar Zangenberg, conosciuto anche come Ejnar Zangenberg (Copenaghen, 22 dicembre 1882 – Vienna, 24 ottobre 1918), è stato un attore, regista, sceneggiatore e produttore cinematografico danese.
Morì ancora giovane nel 1918, vittima dell'influenza spagnola.

## Filmografia

### Attore
- Sherlock Holmes III, regia di Viggo Larsen - cortometraggio (1909)
- Tyven - cortometraggio (1910)
- Magdalene, regia di Holger Rasmussen - cortometraggio (1910)
- Kean, regia di Rasmussen - cortometraggio (1910)
- Den hvide slavehandel, regia di August Blom (1910)
- Robinson Crusoe, regia di August Blom - cortometraggio (1910)
- Den skæbnesvangre opfindelse, regia di August Blom - cortometraggio (1910)
- Hvem er hun?, regia di Holger Rasmussen - cortometraggio (1910)
- Kunstnerlykke - cortometraggio (1910)
- Fugleskræmslet - cortometraggio (1910)
- Krybskyttens søn - cortometraggio (1910)
- Sølvdaasen - cortometraggio (1910
- Kuffertens Hemmelighed - cortometraggio (1910)
- Forræderen - cortometraggio (1910)
- Samvittighedens Stemme - cortometraggio (1910)
- Trolovelsesringen - cortometraggio (1910)
- To Tjenestepiger - cortometraggio (1910)
- Dobbeltgængeren, regia di Holger Rasmussen - cortometraggio (1910)
- Den sorte Domino - cortometraggio (1910)
- Den Livegne - cortometraggio (1910)
- Zigeunersken, regia di Einar Zangenberg - cortometraggio (1911)
- Den stjaalne millionobligation - cortometraggio (1911)
- Hotelmysterierne - cortometraggio (1911)
- Kosakfyrsten - cortometraggio (1911)
- Hamlet, regia di August Blom (1911)
- Jagten paa Gentleman-Røveren Singaree, regia di August Blom - cortometraggio (1911)
- Morfinisten, regia di Louis von Kohl - cortometraggio (1911)
- En lektion, regia di August Blom - cortometraggio (1911)
- Sogni di oppio (Den svarte doktorn) (1911)
- Den forsvundne Mona Lisa, regia di Eduard Schnedler-Sørensen - cortometraggio (1911)
- Folkets Vilje, regia di Eduard Schnedler-Sørensen - cortometraggio (1911)
- Dr. Gar el Hama I, regia di Eduard Schnedler-Sørensen - cortometraggio (1911)
- Dødsflugten, regia di Eduard Schnedler-Sørensen - cortometraggio (1911)
- Den store flyver, regia di Urban Gad (1911)
- Ungdommens Ret, regia di August Blom (1911)
- Strandingen i Vesterhavet, regia di Eduard Schnedler-Sørensen (1912)
- Eventyr paa fodrejsen, regia di August Blom - cortometraggio (1912)
- En Opfinders Skæbne, regia di August Blom - cortometraggio (1912)
- Kansleren kaldet (Den sorte Panter) - cortometraggio (1912)
- Den sidste Hurdle, regia di Einar Zangenberg (1912)
- Storstadsvildt, regia di Einar Zangenberg - cortometraggio (1912)
- En Kvindes Ære, regia di Einar Zangenberg - cortometraggio (1913)
- Pierrots Kærlighed - cortometraggio (1913)
- Bristede Strenge - cortometraggio (1913)
- Ildfluen, regia di Einar Zangenberg (1913)
- Adrianopels hemmelighed, regia di Einar Zangenberg (1913)
- Dødsklippen, regia di Einar Zangenberg (1913)
- Maledizione (Forbandelsen) - cortometraggio (1914)
- Den røde klub (1914)
- Eksplosionen, regia di Einar Zangenberg (1914)
- Borgkælderens mysterium, regia di Einar Zangenberg (1914)
- Badehotellet (1915)
- Under galgen (1915)
- Dødssejleren (1915)
- Das tote Land, regia di Einar Zangenberg (1916)
- Die Liebe zu einer Toten, regia di Einar Zangenberg (1916)
- Das Geheimnis des Kilometersteins 13, regia di Einar Zangenberg (1916)
- Professor Nissens seltsamer Tod, regia di Edmund Edel, Einar Zangenberg (1917)
- Das Kind meines Nächsten, regia di Einar Zangenberg (1918)

### Regista
- Zigeunersken - cortometraggio (1911)
- En bryllupsaften - cortometraggio (1911)
- Efter Dødsspringet (1912)
- Den sidste Hurdle - cortometraggio (1912)
- Storstadsvildt - cortometraggio (1912)
- Kvindehjerter (1912)
- Skovsøens Datter - cortometraggio (1912)
- Marconitelegrafisten (1912)
- Trofast Kærlighed - cortometraggio (1912)
- En Kvindes Ære - cortometraggio (1913)
- Skæbnens Veje
- Moderkærlighed (1913)
- Ildfluen (1913)
- Den store Cirkusbrand (1913)
- Il segreto di Adrianopoli (Adrianopels hemmelighed) (1913)
- La roccia della morte (Dødsklippen) (1913)
- I Tronens Skygge (1914)
- Eksplosionen (1914)
- Elskovsbarnet (1914)
- Borgkælderens mysterium (1914)
- Die Hochstaplerin (1914)
- Statens Kurér - cortometraggio (1915)
- Den trætte Frederik (1915)
- Fräulein Tollheit - cortometraggio (1915)
- Das tote Land (1916)
- Noch ist Polen nicht verloren (1916)
- Die Liebe zu einer Toten (1916)
- Der Mann im Steinbruch (1916)
- Das Geheimnis des Kilometersteins 13 (1916)
- Professor Nissens seltsamer Tod, co-regia di Edmund Edel (1917)
- Das Kind meines Nächsten (1918)

### Sceneggiatore
- Kansleren kaldet (Den sorte Panter) - cortometraggio (1912)
- Storstadsvildt, regia di Einar Zangenberg - cortometraggio (1912)
- Kvindehjerter, regia di Einar Zangenberg (1912)
- Die Liebe zu einer Toten, regia di Einar Zangenberg (1916)

### Produttore
- Das Kind meines Nächsten, regia di Einar Zangenberg (1918)